# Roma Bălți
Maillots
Le Roma Balti est un club moldave de football basé à Bălți. En 2002 le club abandonne ses activités puis en 2003 le club reprend le football.

## Bilan
| Année     | D1  | D2 | D3  | Journées | V  | N | D  | Buts  | Diff | Points |
| --------- | --- | -- | --- | -------- | -- | - | -- | ----- | ---- | ------ |
| 1995-1996 | -   | -  | 1er |          |    |   |    |       |      |        |
| 1996-1997 | -   | 2e | -   | 26       | 16 | 7 | 3  | 43:14 | +29  | 55     |
| 1997-1998 | 8e  | -  | -   | 26       | 10 | 7 | 9  | 40:32 | +8   | 37     |
| 1998-1999 | 7e  | -  | -   | 24       | 6  | 5 | 13 | 17:27 | -10  | 23     |
| 1999-2000 | 9e  | -  | -   | 36       | 8  | 6 | 22 | 28:66 | -38  | 30     |
| 2000-2001 | 11e | -  | -   | 30       | 10 | 5 | 15 | 34:45 | -11  | 35     |

## Palmarès
- Championnat de Moldavie de troisième division (1)
  - Vainqueur : 1996